# Remís

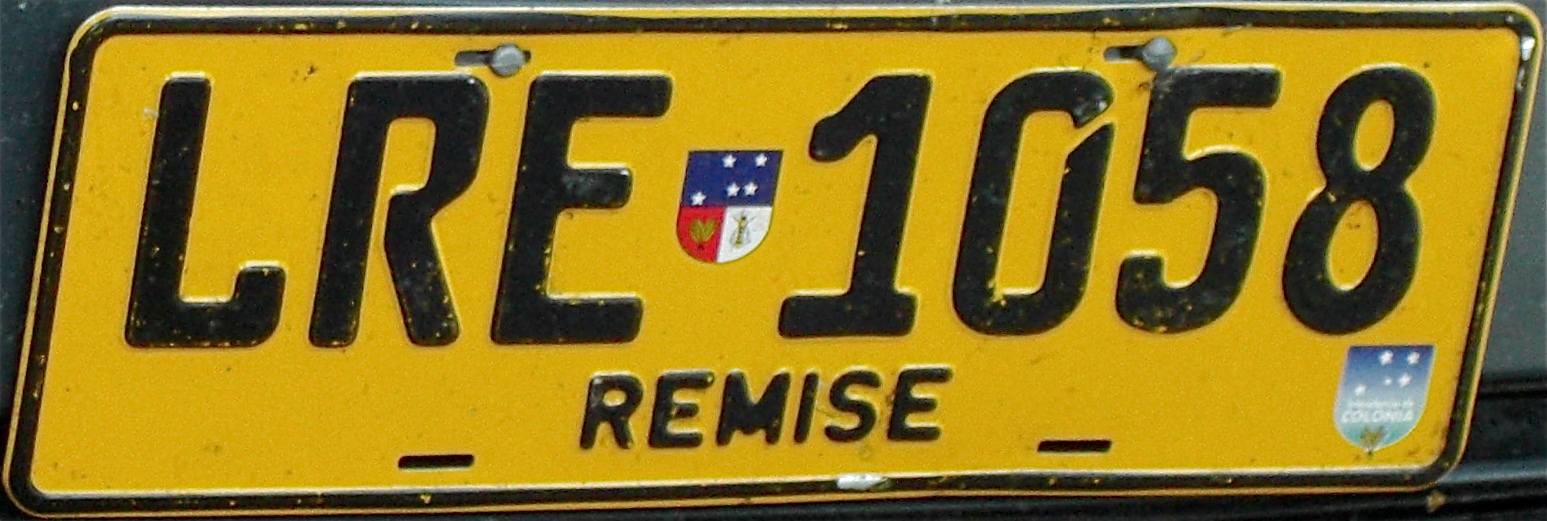
Matrícula de coche remís del departamento de Colonia, Uruguay.

Un remís o remise  (del francés remise, elipsis de "voiture de remise", coche de alquiler que se estaciona en un garaje) es el nombre que tiene en Argentina y Uruguay el servicio de transporte con conductor, el cual, efectuado por horas o kilómetros de recorrido, se contrata en una agencia.

## Historia
La denominación voiture de remise aparece en París durante el siglo XVII; en esa época existían cerca de Louvre dos estacionamientos para los carruajes, el  "pequeño"  y el "grande", según la importancia de los carruajes y la calidad de los pasajeros transportados.
El comienzo del servicio en Argentina data de finales de la década de 1940, en Buenos Aires, cuando a quienes salían a altas horas de la noche les era difícil conseguir un medio de locomoción a la salida de los teatros. Ante la falta de taxis, algunos vehículos particulares comenzaron a ofrecer sus servicios desde la puerta de un café cercano a Plaza Lavalle. En 1952, estos choferes particulares crearon la primera agencia de remises de la ciudad. Cuatro años más tarde se organizó otra en la misma zona. Ambas empresas ofrecían un servicio más personalizado y discreto que el del taxi. Por influjo de la cultura francesa y sus voitures de petit y grande remise, el servicio tomó este nombre, que suele escribirse con las reglas del francés: remise, o bien castellanizado en remís. 
Desde Buenos Aires, el sistema se expandió al resto del país entre los años 60 y 70 del siglo XX.

## Características
Los remises, por lo general, carecen de un color o un letrero que los identifique, aunque deben exhibir una placa especial, y no se pueden abordar en la vía pública; se los solicita en una agencia o a su conductor. En general los remises son considerados un servicio de más calidad que los taxis, lo que ha sido remarcado por algunas agencias que ofrecen servicios extra y una flota de vehículos de alta gama. 
Sin embargo, en un contexto de crisis económica y falta de control, numerosos propietarios de automóviles comenzaron a ofrecer sus servicios como remises de manera informal; éstos ofrecen tarifas más bajas pero no siempre cumplen con las normas de seguridad vehicular y no pagan impuestos.

## Sistema de red
El desarrollo de sistemas en red, a partir de plataformas por aplicaciones, que permite la concertación del servicio entre cliente y chofer, ha producido el crecimiento de grandes empresas internacionales en el sector, las cuales compiten con el taxi y el remís.